# Усть-Яндома
Усть-Яндома — деревня в составе Великогубского сельского поселения Медвежьегорского района Республики Карелия.

## Общие сведения
Расположена на берегу Заонежского залива Онежского озера в 16 км к юго-востоку от села Великая Губа в устье реки Яндомы. Сухопутной дорогой связана с центром поселения и соседними прибрежными деревнями: Сибово и Кондобережской.

## История
В переписях XVI и XVII века в устье Яндомы упоминаются две деревни:
деревня на усть Яндемы речки словет Кукоевская, 2 двора крестьянских, 2 без ⅓ обжи,
деревня Савинская на усть Яндомы, 2 двора крестьянских.
В конце XIX ― начале XX вв. Усть-Яндома состояла из двух посёлков: Восточного и Западного, население которых по переписи 1905 г. составляло 222 человека (28 дворов).
Политика укрупнения населённых пунктов, отсутствие электричества и прочей инфраструктуры привело к тому, что во второй половине XX века (особенно после 60-х гг.) деревня стала быстро деградировать и к 90-м статус населённого пункта был утрачен, деревня «закрыта». Однако полностью жизнь в деревне не угасла. В начале XXI века развитие туризма и активность местных жителей, которые стали восстанавливать старые дома и хозяйства, привели к необходимости восстановления статуса деревни, и в 2018 г. деревне был возвращён статус населённого пункта.
Деревня была включена в список исторических поселений приказом Министерства культуры Республики Карелия № 325 от 29.12.1997 г. как комплексный памятник истории и архитектуры XVIII века, но в 2019 г. этот приказ был отменён.

## Достопримечательности

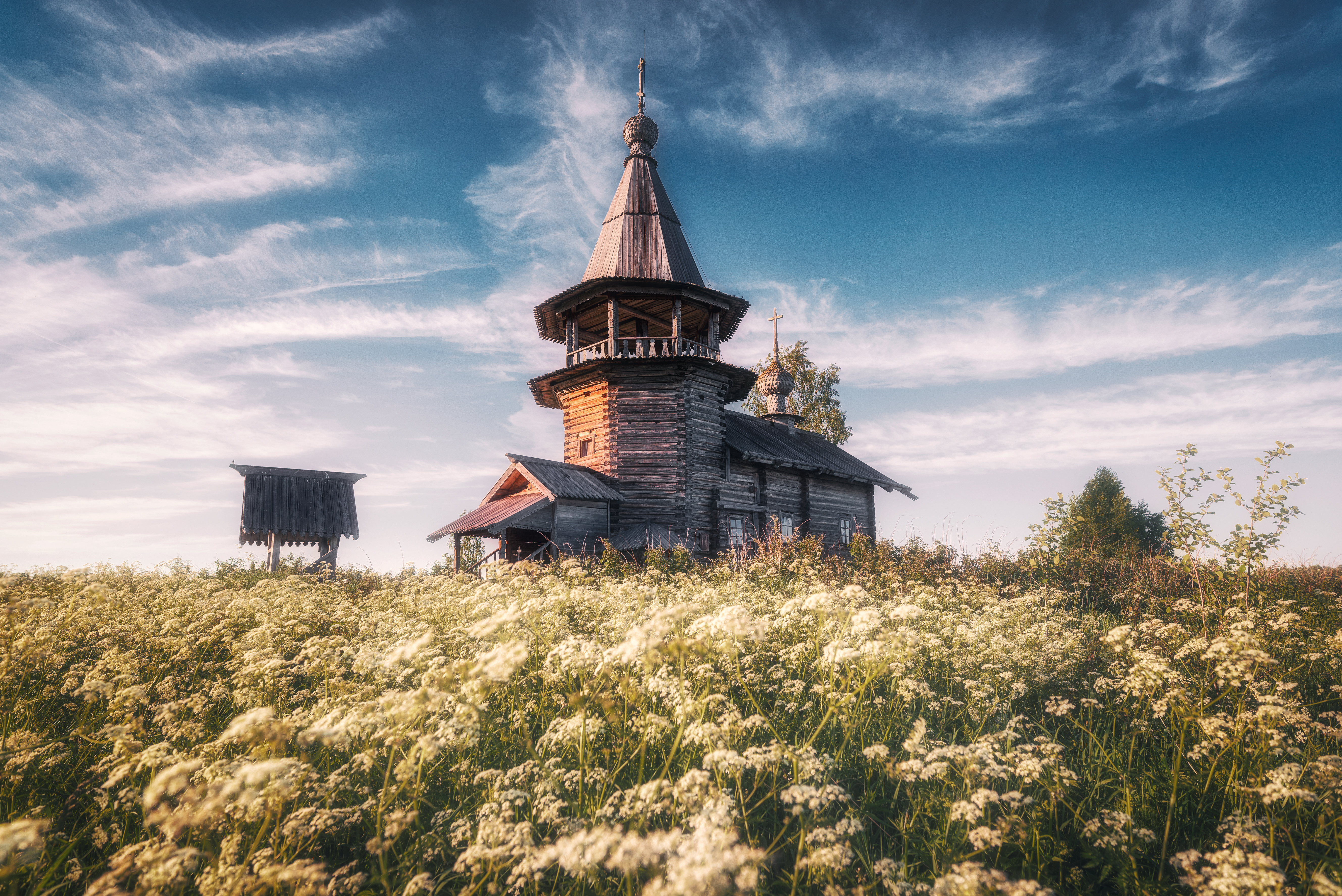
Часовня Георгия Змееборца

На окраине деревни на берегу небольшой бухты, образованной устьем реки, расположена кладбищенская деревянная часовня, освящённая в честь Георгия Змееборца, датируемая XVIII веком.
Является характерной для Заонежья культовой постройкой клетского типа. Охраняется как памятник архитектуры федерального значения.